# Departamento Bella Vista
Bella Vista es uno de los 25 departamentos en los que se divide la provincia de Corrientes en Argentina. Está subdividido en dos municipios: Bella Vista y Tres de Abril, este último establecido en 2012.
El departamento posee una extensión de 1777.6 km² y limita al norte con el departamento de Saladas; al este con el de San Roque; al sur con el de Lavalle; y al oeste con la provincia de Santa Fe, de la cual está separado por el río Paraná.

## Población
Cuenta con 44 406 habitantes (Indec, 2022), lo que representa un incremento promedio anual del 1.6% frente a los 37 181 habitantes (Indec, 2010) del censo anterior. 

La mediana de edad se estableció en 29 años.
| Gráfica de evolución demográfica de Departamento Bella Vista entre 1991 y 2022 |
|                                                                                |
| Fuente: censos nacionales del INDEC                                            |

## Historia
La localidad de Bella Vista fue fundada entre abril y junio de 1825 en el lugar conocido como La Crucecita, desconociéndose la fecha exacta, por lo que por decreto del gobernador José Eudoro Robert publicado en el Boletín Oficial el 13 de marzo de 1925, se dispuso como fecha presuntiva de fundación de la ciudad de Bella Vista, el 3 de junio de 1825. La ley de fundación fue sancionada luego, el 18 de julio de 1825.
El 25 de julio de 1862 fue promulgada por el gobernador José Manuel Pampín la ley sancionada el 22 de julio de 1862 que elevó a villa al pueblo de Bella Vista. Durante la guerra de la Triple Alianza la villa fue ocupada por tropas del Paraguay entre el 20 de mayo de 1865 y el 12 de agosto de 1865.
El 7 de marzo de 1917 el gobernador Mariano Indalecio Loza aprobó por decreto el Cuadro comparativo de la subdivisión en Departamentos y Secciones de la Provincia de Corrientes; Límites interdepartamentales e interseccionales, que fijó para el departamento Bella Vista los siguientes límites:

Departamento Bella Vista - Límites departamentales:
 Norte: Riacho Paraná Mini y arroyo Ambrosio hasta el mojón Noroeste de la propiedad de Waldino Cáceres; Este: Límite Este de las propiedades de Augusto Acuña, M. Reyna, Suc. M. R. Lacorte, José Decotto, F.C.N.E.A., límite Este de Angela Ramos; Sur: Río Santa Lucía y límite Sur de las propiedades de Ramón Zalazar y Suc. Ambrosio Baibiene; Oeste: Río Paraná.

El cuadro señaló que el departamento estaba dividido en 4 secciones:

El Departamento está dividido en cuatro Secciones, con los siguientes límites:
 1ra. Sección: Comprende el pueblo y sus ejidos;
 2da. Sección: Norte: Límite Norte de las propiedades de Pablo Méndez, Ramón Ojeda, límite Oeste de la propiedad Suc. Sívori, Rufino Romero, límite Norte de esta propiedad, límites Este y Norte de las propiedades F. P. Fernández y Teófilo Lacorte; Este: Límite Este de las propiedades Suc. M. R. Lacorte, José Decotto y Angela Ramos, río Santa Lucía; Sur: Límite Sur de las propiedades de herederos Francisco Ferreyra y Abel Benítez; Oeste: Ejidos del pueblo; 3ra. Sección: Norte: Riacho Paraná Mini y arroyo Ambrosio; Este: Límite departamental; Sur: Límite Sur de las propiedades de Catalina V. de Gaggero, Colonia 3 de Abril, Pedro Merello y A. Alsina (límite Este de M. Reyna); Oeste: Río Paraná.
 A la 3ra. Sección pertenecen las islas situadas entre el Paraná Mini y el Paraná;
 4ta. Sección: Norte: Límite Norte de las propiedades Suc. de María Saucedo, Pedro Merello y Colonia Progreso; Este: Río Santa Lucía; Sur: Límite Sur de las propiedades de Ramón Zalazar y Ambrosio Baibiene; Oeste: Río Paraná.

El 29 de septiembre de 1920 fue promulgada la lay n.º 315 que reconoce como comisión municipal electiva a Bella Vista.
El 31 de agosto de 1935 fue publicado el decreto del vicegobernador Pedro Resoagli que determinó los límites de los departamentos:

Departamento Bella Vista: Tiene los siguientes límites generales:
 Norte: A contar del río Paraná, el riacho Paraná Mini hasta la desembocadura del Correntoso; el curso de éste, aguas arriba, hasta el río San Lorenzo; este río, aguas abajo, hasta su unión con el arroyo Ambrosio y desembocadura en el riacho Paraná Mini, continuando la línea por el Ambrosio, aguas arriba, hasta el mojón N.E. de la propiedad de Waldino Cáceres;
 Este: Desde el arroyo Ambrosio y mojón N.E. de la propiedad de W. Cáceres, la línea sigue el deslinde oriental de las propiedades de Zacarías Almirón y hermanos, N. Reyna, José Decotto y Miguel Lacorte hasta la vía del F.C.N.E.A.; continúa por dicha vía férrea hasta el límite Nordeste de otra propiedad del señor Lacorte, de la que sigue en línea recta con y por el deslinde oriental de las perteneciente a Angela Ramos, hasta encontrar el río Santa Lucía;
 Sur: El río Santa Lucía, desde el mojón S.E. de la propiedad de Angela Ramos, aguas abajo, hasta encontrar el límite Sud de la propiedad de Sinforoso Aguirre (o sea el límite Norte de la de Juan Dellatorre y M. R. Aguirre, del Departamento de Lavalle). Continúa la línea por el límite Sur de las propiedades de Sinforoso Aguirre, Juan R. Petrona Aguirre y de la sucesión de Ambrosio Baibiene, hasta el río Paraná;
 Oeste: El río Paraná, aguas arriba, por su canal principal, desde la proyección del límite Sud de la propiedad de los sucesores de Ambrosio Baibiene, hasta la desembocadura del riacho Correntoso, en que se inicia el Departamento de Empedrado. Compréndese en este deslinde toda la extensión de la isla del Mortero y las que quedan al Este de la misma, incluso la isla del Medio.

El 23 de noviembre de 1939 fue promulgada la ley n.º 865 que declaró la autonomía del municipio de Bella Vista.
El 29 de noviembre de 1994 fue sancionada la ley n.º 4892 que estableció que el municipio de Bella Vista se extendía a todo el territorio del departamento Bella Vista.
El 7 de diciembre de 2011 fue sancionada la ley n.º 6096 que creó el municipio Tres de Abril:

Art. 2. La jurisdicción territorial del Municipio Tres de Abril estará comprendida dentro de los siguientes límites:
 Al Norte: riacho Paraná Miní y arroyo Ambrosio, que lo separa del Departamento Saladas; Al Sur: Paralelo de 28° 28’ de Latitud Sur, cuya georeferenciación será realizada y materializada por la Dirección General de Catastro y Cartografía de la Provincia de Corrientes; Al Este: Departamento Saladas; y al Oeste: río Paraná.

## Economía
La actividad económica más significativa del departamento es la producción citrihortícola, especialmente limones.